# 新北市瑞芳區濂洞國民小學
新北市瑞芳區濂洞國民小學，位於臺灣新北市瑞芳區濂洞里洞頂路101巷80號，成立於1948（民國37）年9月，當時名為瓜山國民學校水南洞分教室。現為新北市全校學生人數50人以下之偏鄉小校，附設幼兒園，開放為自由學區，設籍新北市即可就讀。

## 學校沿革
1945年二戰結束後，國民政府經濟部接手金瓜石礦山，成立臺灣金銅礦籌備處，後改組為臺灣金屬鑛業股份有限公司，延續以銅養金的經營策略，在水湳洞地區重整選礦煉製設施，促使該地區礦業人口增加。1948（民國37）年9月，設立瓜山國民學校水南洞分教室，為濂洞國小的前身。接續在1955（民國 44）年獨立為濂洞國民學校，當時共有8班，學生人數約228人。
1962（民國 51）年奉准設立長仁分班。1968（民國57）年實施9年國民義務教育，改名為臺北縣瑞芳鎮濂洞國民小學，隨著礦業發展，居住人口提升，學校曾經有近千名學生。
1990（民國79）年禮樂煉銅廠關閉，使得當地人口迅速流失，1991（民國80）年濂洞國小長仁分班正式廢除。2020（民國109）年全校學生人數僅11人，為新北市全校學生人數50人以下之偏鄉小校，校方採不同年級混齡教學，維持學生群性學習目的。
校史簡表
| 1948年 | 設立瓜山國民學校水南洞分教室     |
| 1955年 | 獨立為濂洞國民學校               |
| 1962年 | 設立長仁分班                     |
| 1968年 | 改名「臺北縣瑞芳鎮濂洞國民小學」 |
| 1991年 | 停辦濂洞國小長仁分班             |
| 2010年 | 改名「新北市瑞芳區濂洞國民小學」 |

## 歷任校長
歷任校長及任期
| 姓名   | 任期                        |
| ------ | --------------------------- |
| 汪梓光 | 1948年9月—1958年            |
| 陳家炳 | 1958年—1960年               |
| 曹壹   | 1960年4月10日—1965年9月24日 |
| 李澄波 | 1965年9月24日—1975年3月11日 |
| 呂傳忠 | 1975年3月11日—1984年8月6日  |
| 潘玉培 | 1984年8月6日—1988年8月1日   |
| 莊清美 | 1988年8月1日—1991年8月1日   |
| 劉建堂 | 1991年8月1日—1995年8月1日   |
| 廖境林 | 1995年8月1日—1998年8月1日   |
| 王全清 | 1998年8月1日—2002年8月1日   |
| 劉昭銘 | 2002年8月1日—2005年8月1日   |
| 鄭福妹 | 2005年8月1日—2008年8月1日   |
| 何俊賢 | 2008年8月1日—2011年8月1日   |
| 柯俊生 | 2011年8月1日—2017年8月1日   |
| 黃恕懿 | 2017年8月1日迄今            |

## 學校特色

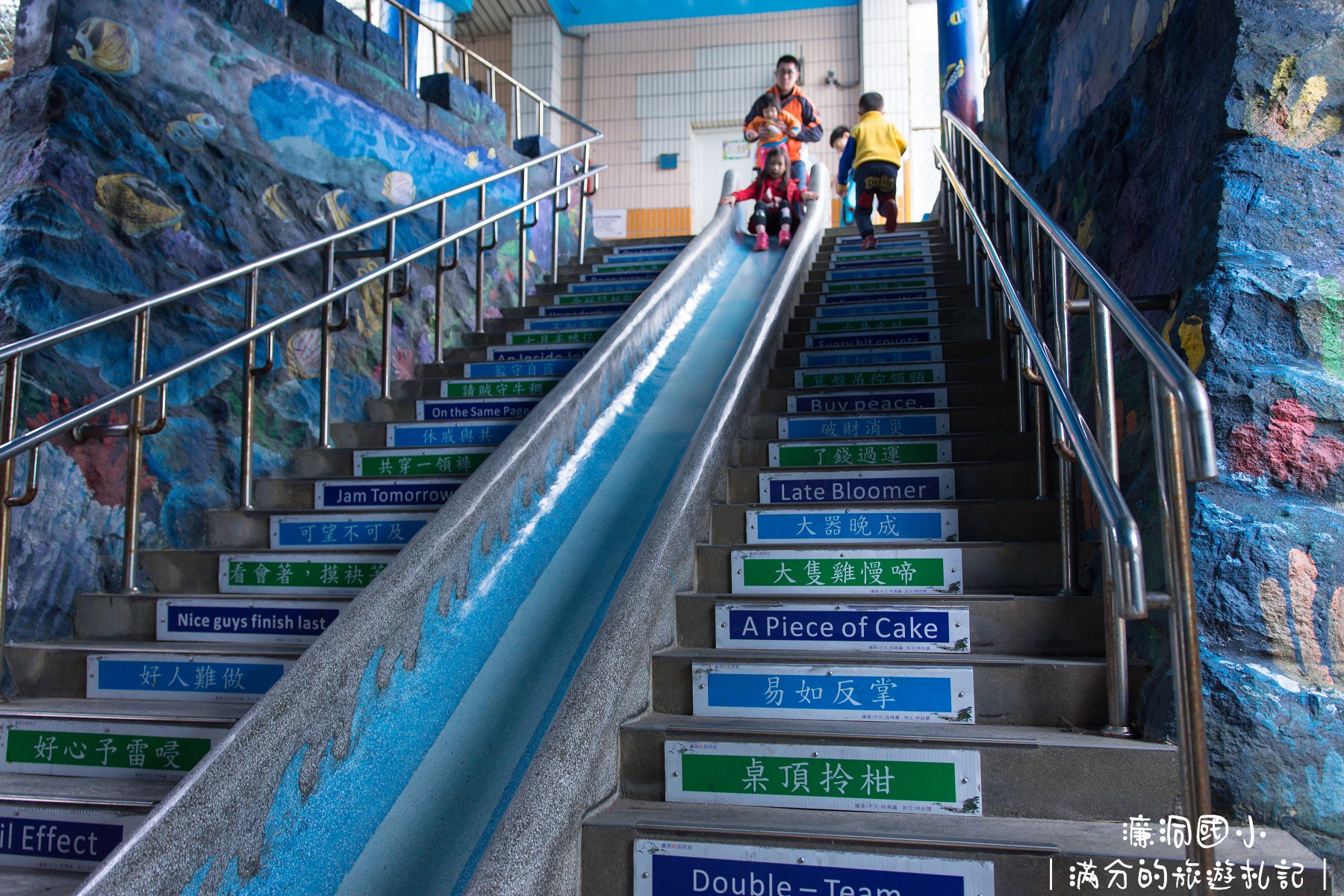

### 海底隧道疏散滑梯
學校校舍位在水湳洞山坡上，教學大樓1至2樓的樓梯間，設有一座長度9.6公尺的磨石子溜滑梯，兩旁牆面屋頂彩繪海底生物及立體可愛海豚，受到學生與遊客們喜愛。這座溜滑梯完工於1995年，原設計目的是為了遮蔽排水溝，並快速疏散學生的防災需求，是校園重要的逃生設備之一。

### 擊鼓學習
水湳洞地區緊臨濱海公路，在地藝術家以海邊浮球包裹厚棉布當鼓面，製成一種全新的打擊樂器，命名為「不一鼓」，2012年開始，校方藉由學生練習擊鼓，在藝術教育中融入海洋及環境教育；在優人神鼓協助教學指導之下，2020年12月25日學生們與優人神鼓共同在國家戲劇院演出「與你共舞」節目。

## 外部連結
- 與優人神鼓一起登上兩廳院表演 （页面存档备份，存于）